# Architis capricorna
Espèce
Architis capricorna est une espèce d'araignées aranéomorphes de la famille des Pisauridae.

## Distribution
Cette espèce se rencontre au Brésil dans les États de São Paulo, d'Espírito Santo, du Mato Grosso do Sul, du Paraná, de Santa Catarina et de Rio Grande do Sul et en Argentine à Buenos Aires,,.

## Description
La carapace du mâle holotype mesure 2,5 mm de long sur 2,1 mm et l'abdomen 3,1 mm.
Le mâle décrit par Santos en 2007 mesure 7,1 mm et la femelle 8,2 mm.

## Étymologie
Son nom d'espèce lui a été donné en référence au lieu de sa découverte, le tropique du Capricorne.

## Publication originale
- Carico, 1981 : The Neotropical spider genera Architis and Staberius (Pisauridae). Bulletin of the American Museum of Natural History, no 170, p. 140-153 (texte intégral).